# 642

## Decese
- 15 octombrie: Papa Ioan al IV-lea  (n. 600)
- 19 august: Khalid ibn al-Walid căpetenie musulmană (n. 592)
- dată necunoscută: Bilal bin Rabah  (n. 581)
- dată necunoscută: Aiulf I de Benevento  (n. ?)